# 산 유
산 유(버마어: စန်းယု, 1918년 5월 3일 ~ 1996년 5월 3일)는 1981년 11월 9일부터 1988년 7월 27일까지 미얀마의 제5대 대통령을 지낸 미얀마의 장군이자 정치인이었다.

## 생애
중국계 민족인 산유는 영국령 인도 시대에 테곤에서 태어났다. 그는 하카 출신 중국인 아버지 우 산 페와 버마인 어머니 도 슈웨 라이 사이에서 태어났다. 그는 랑군 대학교 의과대학에서 2년 동안 의학을 공부했다.

## 군사 경력
산 유는 1942년 고향인 프로메(현재의 삐)에서 버마 독립군에 입대하여 1946년 1월 14일 제3 버마 소총대대의 소위가 되었다. 그의 군대 생활 내내, 산유는 그의 상관에 대한 변함없는 충성심으로 인해 빠르게 그 지위를 승계했다. 1947년 1월 23일, 산 유는 대위로 진급하여 같은 대대의 부중대장이 되었고, 입대 3년 후인 1949년 2월 24일 소령으로 진급하여 제3 버마 소총대 부대장이 되었다.
그는 1949년 11월 25일 중령이 되었고 제1카레니 소총대대의 지휘를 받았다. 그는 1950년 12월 22일 제1카친 소총대대로 전근되었다. 1950년과 1951년 내내, 그는 다양한 자격으로 네 윈 준장의 북부 지역 군사 사령부 아래에서 복무했다. 그 후 그는 1952년 9월 17일 국방부 내의 군사임용총장실로 옮겨졌다.
1956년 3월 9일, 그는 대령으로 진급했고 1959년 2월 25일 북부 지역 군사 사령관이 되었다. 그는 1959년 4월 9일 준장으로 진급했다. 그 후 그는 1961년 8월 16일 제1보병여단의 사령관이 되었고, 1961년 10월 16일 동부 지역 군사 사령부, 1961년 11월 29일 북서 지역 군사 사령부의 사령관이 되었다.
1962년 군사 쿠데타 이후, 산 유 준장은 1963년 2월 15일 육군 참모차장이 되었다. 그는 대장으로 진급했고 1972년 4월 20일 따머도의 총사령관이 되었다.